# Henric Tamm
Henric Sebastian Tamm, född  31 maj 1869 på Älvkarleö bruk i Älvkarleby församling, Uppsala län, död 21 maj 1936 i Stockholm, var en svensk bankdirektör och finansminister oktober 1920–februari 1921. Han avgick som finansminister efter att hans förslag om införandet av kaffetull hade förkastats av riksdagen.
Henric Tamm avlade kansliexamen i Uppsala 1895, blev 1897 tjänsteman i Sveriges allmänna hypoteksbank (där han var verkställande direktör från 1912). Han var även vd i Enskilda järnvägarnas pensionskassa 1908–16. Han blev riksgäldsfullmäktig 1915. Han var styrelseordförande i Stockholm–Västerås–Bergslagens Järnvägar och Stockholms rederiaktiebolag Svea.
Henric Tamm var son till Pehr Gustaf Tamm, svärfar till Bror Lagercrantz och Eric von Essen samt far till Viking och Per Tamm. Han tillhörde den adliga familjen Tamm.